# Mallosia graeca
Mallosia graeca ist ein Käfer aus der Familie der Bockkäfer und der Unterfamilie der Weberböcke. In Europa ist Mallosia graeca der einzige Vertreter der Gattung, weltweit unterscheidet man noch siebzehn weitere Arten der Gattung Mallosia in vier Untergattungen. Männchen und Weibchen unterscheiden sich so stark, dass sie anfangs als zwei verschiedene Arten betrachtet wurden, die sogar verschiedenen Gattungen zugeordnet wurden.

## Bemerkungen zum Namen
Der Kupferstecher Sturm benannte den männlichen Käfer 1843 im Katalog zu seiner Käfersammlung als Saperda graeca. Da der Käfer auch abgebildet ist (Abb. 1 links), gilt die Benennung als Erstbeschreibung. Im gleichen Katalog bildete Sturm das Weibchen unter dem Namen Dorcadion tomentosum ab (Abb. 1 rechts). Eine Beschreibung des Männchens unter dem Namen Phytoecia graeca mit einem kurzen lateinischen und einem ausführlichen deutschen Text durch Küster folgte 1846. Das Weibchen beschrieb Küster auf gleiche Art 1847 als Dorcadion tomentosum. Er vermerkte dazu: von Herrn Dr. Sturm mir gefälligst zur Beschreibung mitgetheilt.
Die Gattung Mallosia wurde 1863 von Mulsant aufgestellt und als erste Art der Gattung wird von Mulsant Sturms Mallosia graeca angeführt.
Pic beschrieb eine Variante cardoriensis.
Der Artname graeca erklärt sich aus dem Herkunftsland des beschriebenen Käfers. Lat. „grāēca“ bedeutet „griechisch“. Der dem Weibchen von Sturm zugedachte Artname tomentosum bezieht sich auf die filzartige Behaarung (lat. „tomentōsus“ für „filzig“). Der Gattungsname Mallōsia ist von altgriechisch μαλλός mallós, deutsch ‚Wollflocke‘ abgeleitet und nimmt auf die starke Behaarung Bezug. Der Name der Variante cardoriensis bezieht sich auf die Form, die an den Käfer Cardoria scutellata erinnert.

## Eigenschaften des Käfers
| |  |
| Abb. 1: Kupferstiche von 1843 von Jacob Sturm links Männchen als Saperda graeca, rechts Weibchen als Dorcadion tomentosum |  |
| |  |
| Abb. 2: verschiedene Ansichten des Männchens                                                                              |  |

Die Käfer variieren stark in der Größe mit einer Länge von dreizehn bis dreißig Millimetern bei einer Breite von fünf bis neun Millimetern. Die Weibchen (Abb. 1 rechts) sind fast walzenförmig, die Männchen (Abb. 1 links) werden zum Körperende hin schlanker. Die Farbe des Chitinpanzers ist in beiden Geschlechtern pechschwarz bis rötlich, die Grundfarbe wird jedoch außer an den Fühlern durch die Färbung der dichten filzartigen Behaarung überdeckt. Diese ist weiß bis blass ockergelb, bei weniger dicht stehenden Haaren ergibt sich mit der durchscheinenden Grundfarbe ein Braunton. Daraus resultiert auf jeder Flügeldecke ein undeutlich begrenzter heller Längsstreifen. Die Männchen sind auffällig abstehend behaart, bei den Weibchen ist die Behaarung weniger auffallend und auf den letzten beiden Dritteln der Flügeldecken wenig dicht.
Der Kopf wird senkrecht zur Körperachse nach unten geneigt getragen. Er ist deutlich punktiert. Über die Stirn verläuft eine sehr feine Längsfurche. Die Stirn ist breiter als hoch und nur beim Weibchen seicht eingedrückt. Die elfgliedrigen Fühler sind fast kahl, nur an der Basis zeigt sich, vor allem unterseits, eine flaumartige, fransige Behaarung. Die Fühler sind relativ kurz und verjüngen sich erst allmählich zur Spitze hin. Sie erreichen beim Männchen knapp das letzte Viertel der Flügeldecken, beim Weibchen kaum das letzte Drittel. Das erste Fühlerglied ist dicht und fein punktiert. Beim Weibchen ist das dritte Glied etwas länger als das vierte und kürzer als das erste, beim Männchen sind diese Unterschiede weniger deutlich. Die Fühlerhöcker (Erhöhung um die Einlenkung der Fühler) sind weit auseinander stehend und wenig erhöht. Die fein facettierten Augen sind sehr tief ausgeschnitten und umfassen teilweise die Fühlerhöcker von hinten. Die oberen Augenlappen sind besonders bei den Weibchen am Scheitel weit auseinander stehend, die unteren Augenlappen sind im Unterschied zu den anderen Arten der Gattung nur etwa halb so lang wie die Wangen. Die Augen erscheinen weiß gerandet.
Der Halsschild ist wie der Kopf dicht und fein punktiert. Er ist beim Weibchen doppelt so breit wie lang. Er ist gewölbt und seitlich verrundet. Beim Männchen verlaufen die Seiten annähernd parallel, nach hinten verschmälern sie sich nur wenig. Beim Weibchen kann der Halsschild wie beim Männchen parallel verlaufen oder in der Mitte etwas verdickt sein (Polymorphismus). Am Vorder- und am Hinterrand des Halsschilds verläuft eine seichte Querrinne. Die Basis ist schwach dreilappig. Dichtere Behaarung kann einen Längskiel vortäuschen.
Das Schildchen ist quer bis halbkreisförmig und dicht weiß behaart.
Die Flügeldecken sind breiter als der Halsschild. Beim Männchen werden sie hinter den Schultern bis zum Ende merklich schmaler. Beim Weibchen sind sie im mittleren Teil leicht verbreitert. An der Spitze sind die Flügeldecken einzeln abgerundet. Die Flügeldecken sind fein und regelmäßig punktiert und kurz tomentiert. Bei den Männchen bewirkt die Tomentierung ein schmales helles Band am Flügeldeckenrand und ein breiteres helles Band von der Schulter zur Spitze der Flügeldecken. Bei den Weibchen sind die Flügeldecken a) samtig dunkelbraun mit gelben Längsstreifen oder b) grau mit braungelben Längsstreifen an der Seite und gelegentlich an der Naht oder c) einheitlich grau. Die Männchen können fliegen, bei den Weibchen sind die Flügel unvollständig ausgebildet.
Die Vorderhüften überragen den schmalen Prosternalfortsatz, der abgerundet endet.
Die kräftigen Beine sind mäßig lang, die Schenkel leicht gekeult. Die Hinterschenkel überragen bei den Männchen den Vorderrand des vierten Abdominalsegments, bei den Weibchen erreichen sie kaum den Hinterrand des zweiten Abdominalsegments. Die Mittelschienen sind dorsal gefurcht. Die Tarsen sind kurz, die Klauen sind an der Basis beidseitig kurz und spitz gezähnt.

## Biologie
Die Käfer findet man auf trockenem Brachland und offenem Gelände mit steppenartigem Charakter, wo verdorrte Pflanzenteile des Vorjahrs die Tarnungsmöglichkeiten der Käfer verbessern. Die Larven entwickeln sich in Raublattgewächsen, nachweislich in Eryngium creticum und Eryngium amethystinum. Zur Entwicklung benötigen sie ein Jahr. Die Käfer erscheinen im frühen Frühjahr. Sie verbringen die meiste Zeit am Boden unter dürren Blättern und Steinen versteckt. Während der späten Vormittagsstunden erklettern hauptsächlich Männchen die Wirtspflanzen. Man findet sie dann häufig am Stängel sitzend, während die Weibchen höchstens am Rand der Rosettenblätter sichtbar werden. Nur die Männchen können fliegen. Sie schwärmen in den heißen Mittagsstunden, fliegen jedoch schwerfällig, nur kurze Strecken und ziemlich geradlinig, um ohne Umschweife zu landen. Im Mai und Juni können sie sehr agil sein. Die Paarung findet statt, bevor die Wirtspflanzen erblühen. Bereits Ende Mai treten die Käfer seltener auf. Die versteckt lebenden Weibchen sind noch schwieriger zu finden.
Bei einer Klassifizierung 2007–2009 in Griechenland aufgesammelter Bockkäfer wurden die Funde von Mallosia graeca der Höhenstufe 400 m bis 800 m zugeordnet. Außerdem wurden wenig Fundorte verzeichnet, dort aber war der Käfer häufig. Andere Sammler geben für die Funde Höhen zwischen 600 und 1100 Metern an.
In einem vorläufigen Versuch wurde bei einem Weibchen Nahrungsaufnahme (Blattrand) festgestellt, bei dem Männchen nicht.

## Verbreitung
Das Vorkommen von Mallosia graeca ist auf Griechenland beschränkt (Endemit). Auch dort wird der Käfer gewöhnlich nur in auf dem Parnass, in Attika und auf der Peloponnes gefunden. Ein Einzelexemplar aus Nordgriechenland gehört möglicherweise einer neuen Unterart an.